# Championnat de Slovaquie de football 2001-2002
Navigation
Saison précédente Saison suivante
La saison 2001-2002 du Championnat de Slovaquie de football était la 9e édition de la Slovak Superliga, le championnat de première division de Slovaquie. Les 10 meilleurs clubs du pays sont regroupés au sein d'une poule unique où chaque formation rencontre 4 fois tous ses adversaires, 2 fois à domicile et 2 fois à l'extérieur. Le dernier du classement en fin de saison est relégué et remplacé par le club champion de deuxième division.
Le MSK Zilina finit en tête du championnat et remporte le tout premier titre de champion de Slovaquie de son histoire. Il termine avec 7 points d'avance sur le Matador Puchov.

## Les 10 clubs participants
- Slovan Bratislava
- Inter Bratislava
- Tatran Presov
- FK ZTS Dubnica - Promu de D2
- AS Trencin
- MSK Zilina
- Matador Puchov
- MFK Kosice
- MFK Ružomberok
- FC Artmedia Bratislava

## Compétition

### Classement
Le barème de points servant à établir le classement se décompose ainsi :
- Victoire : 3 points
- Match nul : 1 point
- Défaite : 0 point

| Rang | Équipe                | Pts | J  | G  | N  | P  | Bp | Bc | Diff |
| ---- | --------------------- | --- | -- | -- | -- | -- | -- | -- | ---- |
| 1    | MSK Zilina            | 69  | 36 | 21 | 6  | 9  | 62 | 37 | +25  |
| 2    | Matador Púchov        | 62  | 36 | 18 | 8  | 10 | 48 | 33 | +15  |
| 3    | Inter Bratislava      | 56  | 36 | 16 | 8  | 12 | 53 | 39 | +14  |
| 4    | MFK Ružomberok        | 54  | 36 | 15 | 9  | 12 | 49 | 41 | +8   |
| 5    | AS Trenčín            | 54  | 36 | 15 | 9  | 12 | 45 | 43 | +2   |
| 6    | Slovan Bratislava     | 51  | 36 | 14 | 9  | 13 | 42 | 39 | +3   |
| 7    | FC Artmedia Petržalka | 47  | 36 | 11 | 14 | 11 | 51 | 45 | +6   |
| 8    | FK ZTS Dubnica        | 38  | 36 | 9  | 11 | 16 | 38 | 48 | -10  |
| 9    | 1.FC Kosice           | 31  | 36 | 6  | 13 | 17 | 30 | 62 | -32  |
| 10   | Tatran Prešov         | 31  | 36 | 8  | 7  | 21 | 35 | 66 | -31  |

|  | Qualifié pour la Ligue des Champions 2002-2003                                            |
|  | Qualifié pour la Coupe UEFA 2002-2003                                                     |
|  | Qualifié pour la Coupe Intertoto 2002                                                     |
|  | Relégation en deuxième division                                                           |
|  | (T) : Tenant du titre (C) : Vainqueur de la Coupe de Slovaquie (P) : Promu de 2e division |

## Bilan de la saison
| Championnat de Slovaquie de football 2001-2002 |                       |
| Champion                                       | MSK Zilina (2e titre) |
| Coupes et trophées                             |                       |
| Vainqueur de la Coupe de Slovaquie 2001-2002   | FC Senec (Division 2) |
| Qualifications continentales                   |                       |
| Ligue des champions 2002-2003                  | MSK Zilina            |
| Coupe UEFA 2002-2003                           | Matador Puchov        |
| Coupe UEFA 2002-2003                           | FC Senec              |
| Coupe Intertoto 2002                           | AS Trencin            |
| Promotions et relégations                      |                       |
| Promus en Slovak Superliga                     | Spartak Trnava        |
| Relégués en Slovak First League                | FC Tatran Presov      |